# Ристо Миловановић
Ристо Миловановић (1899–1966) био је драгачевски каменорезац из села Кривача. Добар мајстор - занатлија. У периоду између два светска рата израдио више стотина   надгробника и крајпуташа широм Драгачева и у околини Чачка.

## Дело
Споменике је израђивао у облику стуба од пешчара из оближњих живичких мајдана. Одликује га добар занатски рад, али без посебног надахнућа.
У камен урезивао разноврсну орнаментику, крстове и друге хришћанске симболе, голубове који зобљу грожђе, алате, војничка знамења  и симболичне предмете који означавају занимање, узраст, пол и друштвени положај покојника. Избегавао је да приказује ликове покојника.

## Епитафи
Одликује га леп рукопис којим је исписивао дуге епитафе.
Крајпуташ Вељку Ковачевићу (†1914) (крај пута Вича-Доњи Дубац)
Србине брате мој
ти не жали труд твој
већ прочитај спомен мој
и реците Бог да га прости
ВЕЉКО Ковачевић из Виче
војника II чете I бат. X пука
II позива
који поживи 40 год.
а борећи се са Турцима
а за своју отаџбину
погибе у Сечи Ријеци
8 новембра 1914. год.
и тамо је сарањен.
Бог да му душу прости.
Овај спомен подижу синови
Драгомир Станимир и Стојан
и жена му Дринка.
Писо Ристо Миловановић
из Криваче.